# Aréna Paul-Sauvé
L'aréna Paul-Sauvé est un aréna autrefois situé dans le quartier montréalais de Rosemont, au Québec à l'angle de la rue Beaubien et du Boulevard Pie-IX. Construit en 1960 et démoli en 1992, il avait une capacité de 4 000 personnes. L'aréna fut nommé en l'honneur de Paul Sauvé, premier ministre du Québec de septembre 1959 à janvier 1960.

## Histoire
L'aréna fut le théâtre de certains des événements les plus importants de l'histoire politique moderne du Québec. Le 15 octobre 1970, dix jours après l'enlèvement de James Richard Cross, 3 000 personnes ont participé à un grand rassemblement à l'aréna, scandant « FLQ, FLQ, FLQ ! » sous les exhortations de Pierre Vallières, Charles Gagnon, Robert Lemieux, Michel Chartrand et d'autres. Il fut le site de la célébration des victoires électorales du Parti québécois le 15 novembre 1976 et le 13 avril 1981. De plus, deux moments importants du référendum de 1980 y ont eu lieu. Le 14 mai 1980, le premier ministre fédéral Pierre Trudeau y a prononcé un discours majeur, et René Lévesque, premier ministre du Québec, y a prononcé son discours de concession le 20 mai, dans lequel il prononce la très célèbre phrase : « Si je vous ai bien compris, vous êtes en train de dire, à la prochaine fois. »
L'aréna Paul-Sauvé était aussi un des principaux lieux québécois de la lutte professionnelle locale. Au milieu des années 1960, Johnny Rougeau et son partenaire Bob Langevin créèrent « Les As de la lutte » et firent de l'aréna le principal site de leurs galas de lutte, de 1965 à 1975. L'aréna était aussi le domicile d'une franchise fondatrice de la Ligue de hockey junior majeur du Québec. Le National de Rosemont y a joué deux saisons, de 1969 à 1971, terminant huitième et neuvième respectivement, avant de déménager à Laval. À la fin des années soixante, l'équipe montréalaise de crosse a joué dans l'aréna. La boxe a aussi été une attraction importante, et l'aréna a été le lieu de plusieurs combats mémorables.
Dans les années 1960 et 1970, plusieurs artistes se sont produits en spectacle, par exemple : Jimi Hendrix et Cream en 1968, Johnny Hallyday le 23 mars 1968, The Animals (Eric Burdon) en mai 1968, The Mothers of Invention le 4 juillet 1971, ABBA, Frank Zappa et enfin le groupe québécois The Box en 1987 pour le tournage du clip : "Ordinary People" dont les images sont tournées à l'intérieur.
Durant les Jeux olympiques d'été de 1976, l'aréna a accueilli des matches préliminaires de volleyball. Dans les dernières années de l'établissement, on y a joué au curling, au bingo, aux quilles, et on y a tenu des salons. En 1992, malgré les contestations, le maire de Montréal d'alors Jean Doré, prend la décision de faire démolir le Centre Paul-Sauvé, après une longue période de déclin, de coûts d'exploitation croissants et de fréquentation décroissante. L'aréna a fait place à une série de maisons en rangée, de condominiums et de logements à prix modique, ainsi qu'à la rue Claude-Mouton.